# Église Saint-Philibert de Donzère
L'église Saint-Philibert est une église romane située sur le territoire de la commune de Donzère dans le département français de la Drôme en région Auvergne-Rhône-Alpes.

## Historique
L'église date du XIIe siècle.
Elle fait l'objet d'un classement au titre des monuments historiques depuis le 9 septembre 1908.

## Architecture
L'église présente un beau chevet constitué d'une abside semi-circulaire édifiée en pierre de taille assemblée en grand appareil. Cette abside est ornée de bandes lombardes et percée de trous de boulin.